# Staffan Laestadius
Staffan Laestadius, född 9 juni 1947 i Umeå, är en svensk nationalekonom och professor emeritus vid Kungliga Tekniska Högskolan.

## Biografi
Laestadius disputerade på Kungliga Tekniska Högskolan i industriell ekonomi med avhandlingen "Arbetsdelningens dynamik: om synen på arbetsdelning och kunskapsbildning inom industriell verksamhet ". Han var fram till sin pensionering verksam som professor i industriell dynamik vid KTH, där han även hade flera ledningsuppdrag. Laestadius har arbetat inom statsförvaltningen och sekretariatet för framtidsstudier och föreläser om omställning till ett hållbart samhälle. Han har givit ut flera böcker om klimatkrisen.

### Tankesmedjan Global utmaning
Tankesmedjan Global utmaning som startades av Kristina Persson 2005 verkar för hållbar utveckling socialt, ekonomiskt och klimatmässigt. Syftet är att folkbildning behövs för att informera om en hållbar framtid. Laestadius är ordförande i tankesmedjans klimatråd.